# دبه (ستاره)
دُبّه (به انگلیسی: Dubhe) یا آلفا خرس بزرگ (Alpha Ursae Majoris، به اختصار Alpha UMa یا α UMa) از نظر درخشندگی (جدا از این که آلفا نامگذاری شده است)، دومین ستارهٔ صورت‌فلکی خرس بزرگ است. این ستاره، یک سامانهٔ ستاره‌ای چهارگانه است که در فاصلهٔ ۱۲۴ سال نوری زمین قرار گرفته است. اگرچه در روش نامگذاری بایر این ستاره آلفا نامیده شده‌است، اما قدر ظاهری دبه ۱٫۷۹ است که از ستاره جون یا اپسیلون دب‌اکبر با قدر ظاهری ۱٫۷۷ کم‌نورتر است.

## نامگذاری
α Ursae Majoris (لاتینِ آلفای خرس بزرگ) اسم ستاره در روش نامگذاری بایر است.
اسم سنتی این ستاره در زبان‌های اروپایی برگرفته از کلمهٔ عربی ظهر الدب الاكبر به معنی پشت خرس بزرگ‌تر است. اسم مهجورتر آن اک به معنی چشم است.